# 林永太

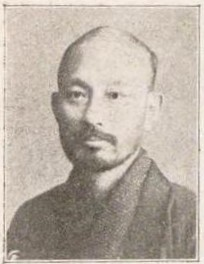
林永太

林 永太（はやし ながた、1873年5月21日 - 1918年4月27日）は、日本の政治家。衆議院議員（1期）。

## 経歴
山口県出身。1895年、日本法律学校卒。末武南村会議員、都濃郡会議員、山口県会議員、同参事会員、同副議長を務め、周防銀行、記念肥料(株)各取締役、周陽銀行頭取、柳井瓦斯(株)監査役となる。
1912年の第11回衆議院議員総選挙において山口県郡部から無所属で立候補して当選した。のち立憲政友会に入り、衆議院議員を1期務めた。1915年の第12回衆議院議員総選挙では立憲政友会公認で立候補したが落選した。1918年に死去した。